# パトリック郡 (バージニア州)
パトリック郡（英: Patrick County）は、アメリカ合衆国バージニア州の南西部に位置する郡である。2010年国勢調査での人口は18,490人であり、2000年の19,407人から4.7%減少した。郡庁所在地はスチュアート町（人口1,408人）であり、同郡で人口最大の町は国勢調査指定地域のパトリックスプリングス（人口1,845人）である。ピードモント台地のうねりのある丘陵と谷があり、また山の多い州南西部に位置している。

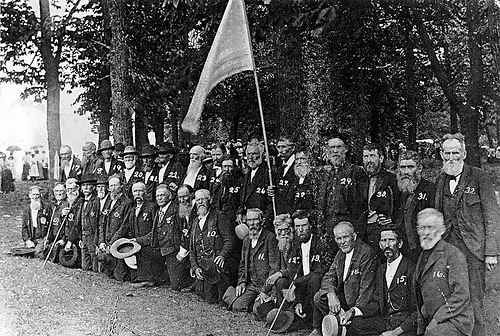
南軍の退役兵、1900年7月4日

## 歴史
パトリック郡は1791年に、パトリック・ヘンリー郡がパトリック郡とヘンリー郡に分割されて設立された。パトリック・ヘンリー郡は1777年に設立されており、郡名はアメリカ独立時の指導者パトリック・ヘンリーに因んで名付けられていた。
パトリック郡が設立される前にノースメイヨー川の岸、ハリファックス郡の領域だった所にバージニア植民地では初期の砦があった。メイヨー砦の位置は現在バージニア州歴史標識が立っており、現在のパトリック郡に入っている、ポトマック川から南にノースカロライナ州まで建設された多くの砦の1つであり、ジョージ・ワシントンがメイヨー砦などバージニアのフロンティアにある幾つかの砦を巡回した1756年にはサミュエル・ハリス大尉が砦の指揮官だった。バージニアのフロンティアにある砦としては最南端であり、フレンチ・インディアン戦争のときは戦闘が起きた。
パトリック郡の初期開拓者の中で有名だった者の1人がエイブラハム・ペン（エイブラム・ペンと書かれていることもある）であり、1743年に現在のアマースト郡で生まれていた。ペンは1768年6月にアマースト郡民兵隊の中尉に任官され、1774年のポイントプレザントの戦い（ダンモアの戦争）の時には、アンドリュー・ルイス大佐の下で、1個中隊を率いた。ペンは後に妻のルース（旧姓ストーバル）と共に現在のヘンリー郡に移転し、後にビーバークリーク・プランテーションとなった土地の権利を得た。ペンは独立戦争時にヘンリー郡とピットシルベニア郡双方の安全委員会に仕え、バージニア州議会にはヘンリー郡から代議員となった。

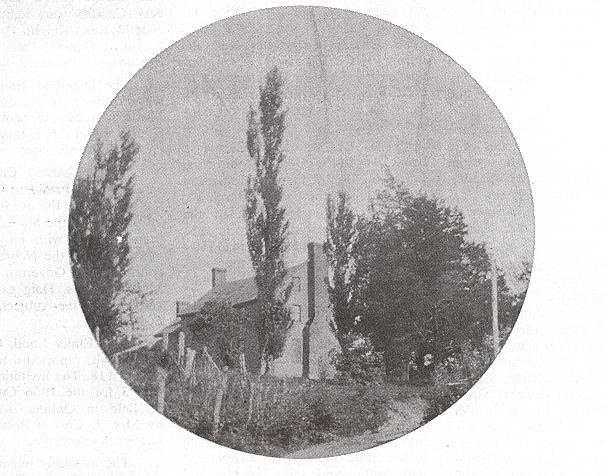
エイブラム・ペン大佐の家ポプラグローブ

ペンはその土地をヘアストン家に売却し、家族と共に数マイル西、現在パトリック郡となっている所に移転し、そこに自宅のポプラグローブを建設した。アメリカ独立戦争の時、大佐となっていたペンは、その指揮下に300名ほどの民兵を集め、ギルフォード郡庁舎の戦いのときはナサニエル・グリーン将軍を補佐するために南に行軍した。ただし、この部隊が戦闘に間に合ったかについては疑問が残っている。ペン指揮下の民兵隊はユートースプリングスの戦いにも参戦した。ペンはヨークタウンの戦いにも参戦し、チャールズ・コーンウォリス将軍のイギリス軍が降伏する現場に居合わせた。ペンはパトリック郡で判事を長年務め、郡のまとめ役の1人となった。郡内にある未編入の町ペンズストアはペンとその子孫に因む命名である。ペンは1801年に死亡した。郡内のエイブラム・ペン・ハイウェイもペンに因む命名である。
南軍の騎兵指揮官J・E・B・スチュアートは、1833年2月6日にパトリック郡のローレルヒル農場で生まれた。
パトリック郡生まれのハーブ・ハッシュはメジャーリーグベースボールのボストン・レッドソックスで1930年代終盤から1940年代初期までプレイした。ハッシュはリッチモンド大学野球の殿堂入りした。ハッシュはウールワインの生まれである。
パトリック郡生まれの者として、1986年から1990年までバージニア州知事を務めたジェラルド・L・バリレス、1986年から1993年までバージニア州検事総長を務めたメアリー・スー・テリー、著作家でバージニア州巡回裁判所判事を務めたマーティン・クラークがいる。

## 地理

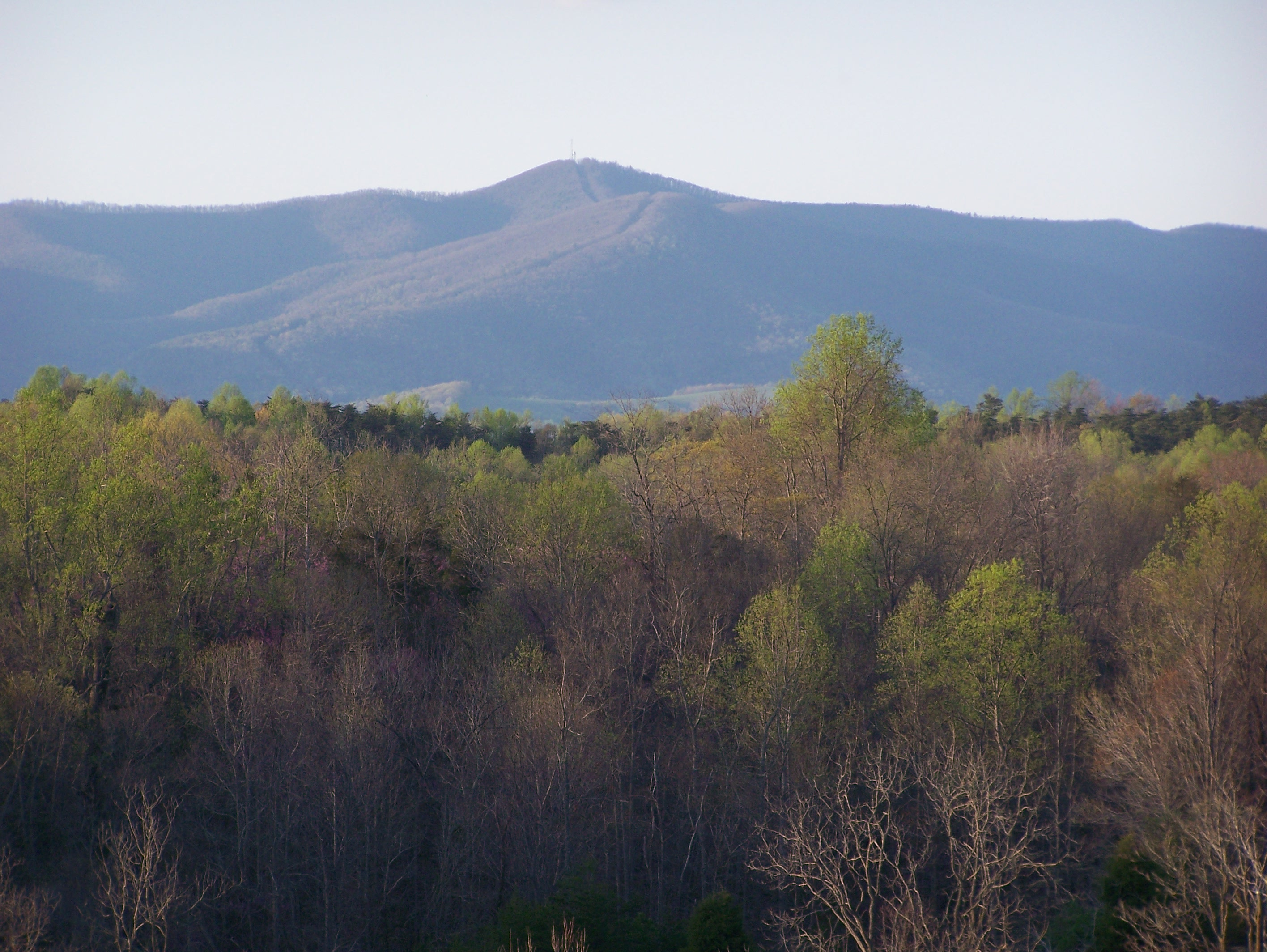
ブル山

アメリカ合衆国国勢調査局に拠れば、郡域全面積は486平方マイル (1,260 km2)であり、このうち陸地483平方マイル (1,250 km2)、水域は3平方マイル (7.8 km2)で水域率は0.56%である。
パトリック郡域には2つの地理的地域がある。3分の1はうねりのあるピードモント台地にあり、残り3分の2は美しいブルーリッジ山脈にある。ブルーリッジ・パークウェイが西のキャロル郡や北のフロイド郡との郡境になっている。

### 主要高規格道路

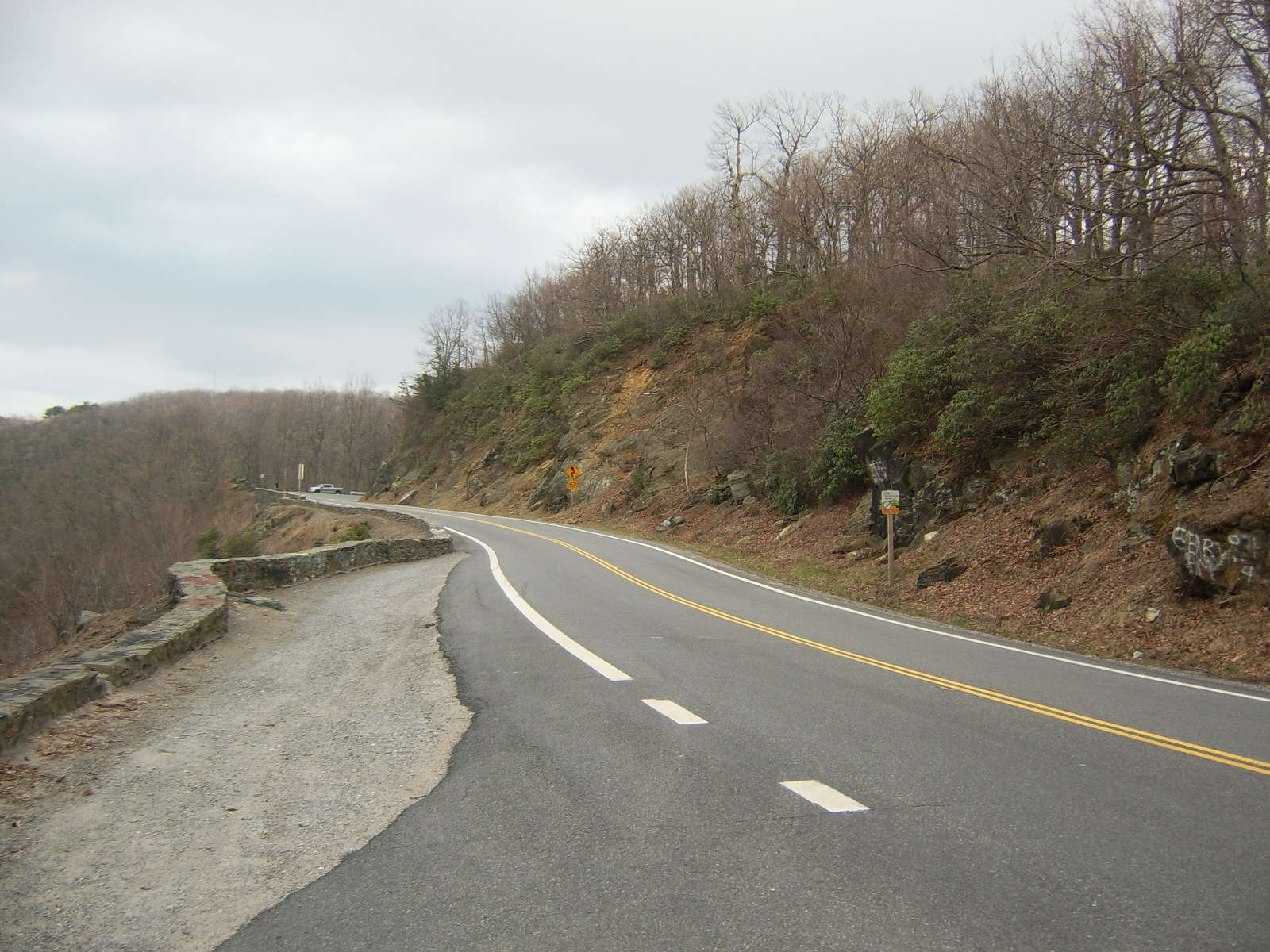
郡内を走るアメリカ国道58号線

- アメリカ国道58号線
- バージニア州道8号線
- バージニア州道40号線
- バージニア州道57号線
- バージニア州道103号線

### 隣接する郡
- キャロル郡 - 西
- フロイド郡 - 北西
- フランクリン郡 - 北東
- ヘンリー郡 - 東
- ストークス郡 (ノースカロライナ州) - 南
- サリー郡 - 南西

### 国立保護地域
- ブルーリッジ・パークウェイ（部分）

## 人口動態
以下は2000年国勢調査による人口統計データである。
| 基礎データ - 人口: 19,407人 - 世帯数: 8,141 世帯 - 家族数: 5,812 家族 - 人口密度: 16人/km2（40人/mi2） - 住居数: 9,823軒 - 住居密度: 8軒/km2（20軒/mi2） 人種別人口構成 - 白人: 91.75% - アフリカン・アメリカン: 6.20% - ネイティブ・アメリカン: 0.21% - アジア人: 0.16% - 太平洋諸島系: 0.04% - その他の人種: 0.94% - 混血: 0.71% - ヒスパニック・ラテン系: 1.87% 年齢別人口構成 - 18歳未満: 21.7% - 18-24歳: 7.1% - 25-44歳: 28.0% - 45-64歳: 26.7% - 65歳以上: 16.5% - 年齢の中央値: 40歳 - 性比（女性100人あたり男性の人口） - 総人口: 96.9 - 18歳以上: 94.9 | 世帯と家族（対世帯数） - 18歳未満の子供がいる: 28.5% - 結婚・同居している夫婦: 58.9% - 未婚・離婚・死別女性が世帯主: 8.6% - 非家族世帯: 28.6% - 単身世帯: 25.8% - 65歳以上の老人1人暮らし: 11.4% - 平均構成人数 - 世帯: 2.36人 - 家族: 2.81人 収入と家計 - 収入の中央値 - 世帯: 28,705米ドル - 家族: 36,232米ドル - 性別 - 男性: 25,391米ドル - 女性: 18,711米ドル - 人口1人あたり収入: 15,574米ドル - 貧困線以下 - 対人口: 13.4% - 対家族数: 9.6% - 18歳未満: 15.4% - 65歳以上: 18.0% |

## 町
- スチュアート - 郡庁所在地

### CDP
| - アララト - クロードビル - クリッツ - ペンズストア | - フェアリーストーン - メドウズオブダン - パトリックスプリングス - ベスタ | - ウールワイン - ラッセルクリーク - メイベリー |

## 観光

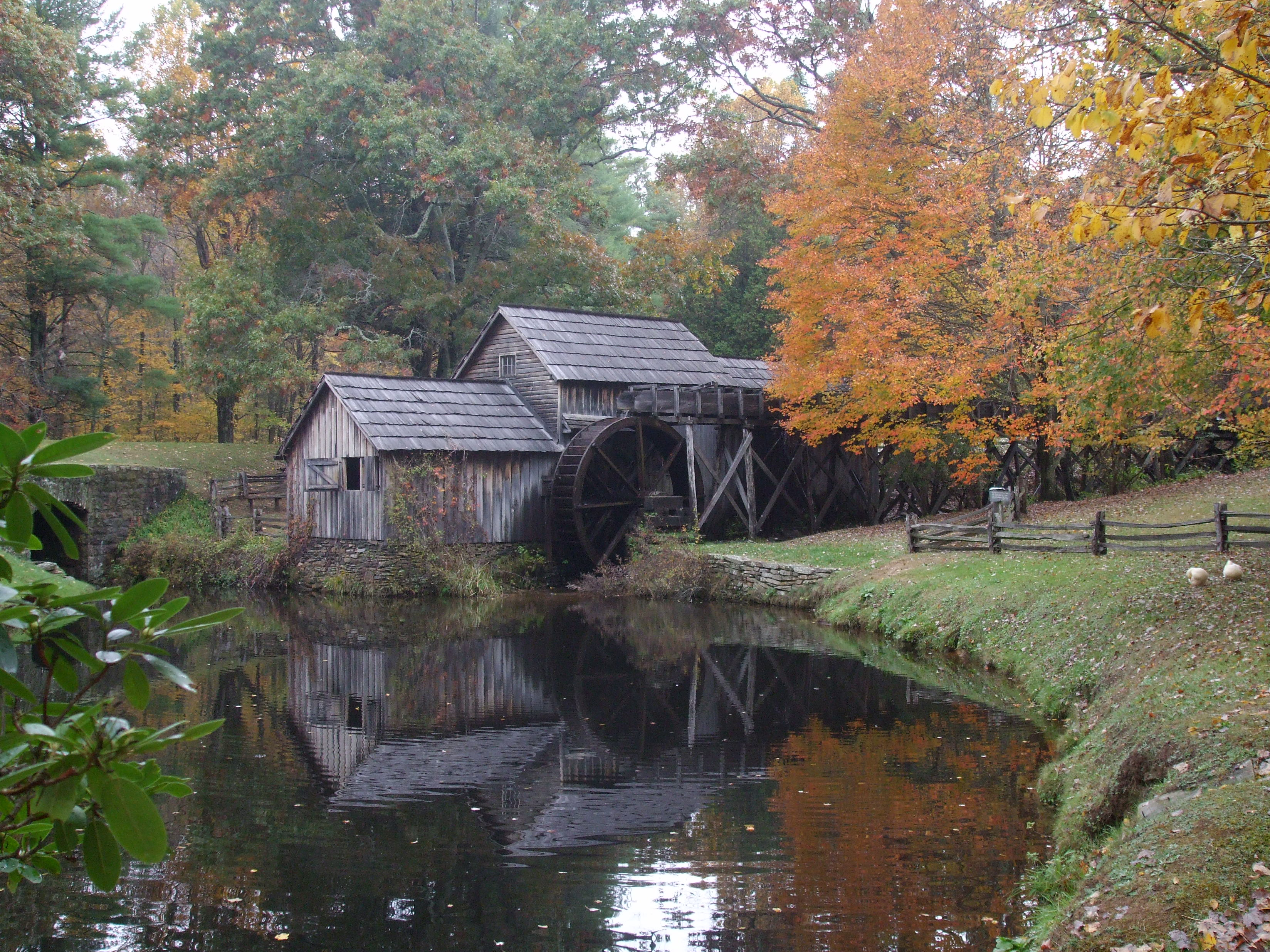
マブリー・ミル

連邦政府がアメリカ・ブドウ産地に指定したロッキーノブ・ブドウ栽培地の一部が郡内に入っている。ボブ・チルドレス牧師が著した回想記『山を動かした男』の舞台がパトリック郡である。
パトリック郡は州内でも大きな観光地の1つである。屋根付き橋が2つ残っており、標高900フィートから3,000フィート以上になる山岳部は息を呑むような景観を提供している。パトリック郡はバージニア州のブルーリッジ・パークウェイでは入り口になり、このパークウェイでは写真に撮られることの多いマブリー・ミルからは車で数分の距離にある。郡内にはフェアリーストーン州立公園もある。アメリカ東海岸では最も古くから開催しているビーチ・ミュージック・フェスティバルがあり、伝説的なNSACARのウッド・ブラザーズ・チームが本拠とし、年中あらゆる年代のあらゆる階層に向けて幅広い催しが行われている。

## 教育
パトリック郡公共教育学区には7つの公立学校があり、そのうち5つは幼稚園生から7年生、1つは幼稚園生から3年生、1つは4年生から7年生、最後の1つパトリック郡高校は8年生から12年生を教えている。スチュアート小学校は2008年に州知事のVIP賞を受賞した。近年スチュアート小学校とウールワイン小学校は、傑出したタイトルIに指定された。2006年、パトリック郡公共教育学区は、スタンダード・アンド・プアーズからバージニア州の優れた教育学区12の1つに挙げられた。すべての学校がバージニア州から「完全な信頼」状態にあるとされ、2001年の落ちこぼれ防止法で定義された「適切な年間進度」状態にあるとされている。
- ブルーリッジ小学校[14]
- ハーディン・レイノルズ記念学校[15]
- メドウズオブダン小学校[16]
- パトリック郡高校[17]
- パトリックスプリングス小学校[18]
- スチュアート小学校[19]
- ウールワイン小学校[20]